# 深圳科学高中
深圳科学高中（简称：科高）是位于广东省深圳市龙岗区的一所市属公办学校，也是中国第一所科学高中。

## 历史
深圳科学高中创办于2012年3月，创校初期由深圳中学抽调人员援建，规划建制60个班，计3,000个学位。创校校长为深圳中学校长王占宝。
2014年4月29日，深圳市教育科学研究院院长尚强任深圳科学高中第二任校长。
2019年11月7日，深圳科学高中足球特色学校奠基开工，为十二年一贯制足球特色学校。
2021年初，深圳科学高中足球特色学校更名深圳科学高中龙岗分校。2021年8月，深圳科学高中接管五园小学和五和学校，分别更名为深圳科学高中五园小学和深圳科学高中五和学校。
2022年2月，深圳市盐田高级中学校长罗诚任深圳科学高中第三任校长，原校长尚强继续担任深圳科学高中党委书记。
2023年4月，深圳外国语学校副校长李武接任深圳科学高中第四任校长，原校长罗诚转任深圳科学高中党委书记。